# Lapuebla de Labarca
Lapuebla de Labarca est une commune d'Alava, dans la communauté autonome du Pays basque en Espagne. Lapuebla de Labarca est le seul hameau de la commune.